# Roddy Ricch
Rodrick Wayne Moore, Jr. (ur. 22 października 1998 r. w Compton), znany głównie jako Roddy Ricch – amerykański raper, piosenkarz, autor tekstów i producent muzyczny.
W listopadzie 2017 roku Moore wydał swój pierwszy mixtape, Fed Tha Streets, natomiast jego następca wypuszczony rok później dotarł na pozycję 67. listy Billboard 200. 6 grudnia 2019 r. raper wydał swój debiutancki album studyjny, Please Excuse Me for Being Antisocial nakładem wytwórni Atlantic Records, z czego pochodzący z niego utwór „The Box” stał się jego pierwszym singlem, które objęło szczyt notowania Billboard Hot 100. Jest on także zdobywcą nagrody Grammy, w tym przypadku podczas 62. ceremonii w 2020 roku w kategorii za najlepszy występ hip-hopowy i utwór „Racks in the Middle” wraz z Nipseyem Hussle'em i Hit-Boyem.
Singiel „The Box” w Polsce uzyskał status dwukrotnie platynowej płyty.